# 15 Ursae Majoris
15 Ursae Majoris, som är stjärnans Flamsteed-beteckning, är en ensam stjärna belägen i den mellersta delen av stjärnbilden Stora björnen, som också har Bayer-beteckningen f Ursae Majoris. Den har en skenbar magnitud av ca 4,46 och är svagt synlig för blotta ögat där ljusföroreningar ej förekommer. Baserat på parallaxmätning inom Hipparcosuppdraget på ca 34.7 mas, beräknas den befinna sig på ett avstånd på ca 94 ljusår (ca 29 parsek) från solen. Den rör sig närmare solen med en heliocentrisk radialhastighet av ca –0,1 km/s och misstänks ingå i rörelsegruppen Castor, en 200 miljoner år gammal förening av stjärnor med gemensam egenrörelse.

## Egenskaper
Primärstjärnan 15 Ursae Majoris är en gul till vit Am-stjärna av spektralklass ApEuCr(Sr), som anger  att den har ovanligt starka absorptionslinjer av metaller i dess spektrum. Klassificering av spektrumet är svår på grund av särdrag. En MK-klassificering på 15 Ursae Majoris med användning av kalcium K-linjen är A3 V, men med metallspektrallinjer, kan den se ut som en svalare och ljusare stjärna. Spektrallinjer i det blå området ger en klassificering av F5 Ib, medan det violetta området antyder linjerna för F5 III / IV. Den har en massa som är ca 1,9 solmassor, en radie som är ca 1,3 solradier och utsänder ca 11 gånger mera energi än solen från dess fotosfär vid en effektiv temperatur på ca 7 500 K.
Enligt Eggleton och Tokovinin (2008) är 15 Ursae Majoris en misstänkt dubbelstjärna med en omloppsperiod på 4,9 dygn och en excentricitet på 0,2. De Rosa et al. (2014) hittade dock ingen följeslagare.